# John Eatton Le Conte

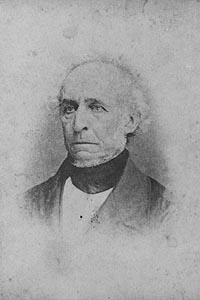
John Eatton Le Conte

John Eatton Le Conte, Jr., auch Eaton und Leconte oder LeConte (* 22. Februar 1784 bei Shrewsbury, New Jersey; † 21. November 1860 in Philadelphia) war ein US-amerikanischer Naturforscher. Sein botanisches Autorenkürzel lautet „Leconte“; früher war auch das Kürzel „Le Conte“ in Gebrauch.
Sein Vater war John Eatton Le Conte Sr. (1739–1822). Sein Sohn war der Entomologe John Lawrence Le Conte (1825–1883). Sein Bruder war Louis Le Conte. (1782–1838), ein Mediziner, Naturforscher und Gartengestalter.

## Werke
Mit Jean Baptiste Boisduval: Histoire Générale et Iconographie des Lépidoptères et des Chenilles de l’Amérique Septentrionale (Paris 1829–1837)